# .318 Westley Richards
El .318 Westley Richards, conocido también como el .318 Rimless Nitro Express o .318 Accelerted Express, es un cartucho de fuego central para rifle de cerrojo, desarrollado por Westley Richards.

## Diseño
Westley Richards Introdujo el .318 para ser usado en el mecanismo Mauser 98 con el que comúnmente ensamblan sus rifles hasta el día de hoy; así como en el mecanismo Enfield Pattern 1914 también usado para sus rifles deportivos.
El .318 Westley Richards es un cartucho desarrollado principalmente con el objetivo de ser usado en África. Su diseño es en forma de botella y sin anillo. La bala es de .330" de diámetro, pero debido a la nomenclatura Británica que determina el calibre en función al diámetro más angosto de las estrías del cañón, es que se le define como .318
Westley Richards introdujo el cartucho al mercado ofreciendo alternativas de balas sólidas, de punta blanda y el revolucionario "LT-capped" con dos cargas, siendo las más comunes de 250 granos (16 g) que alcanza una velocidad de salida de 2,400 pies por segundo (730 m/s), y un proyectil más ligero de 180 granos (12 g), con una velocidad de salida de 2,700 pies por segundo (820 m/s) aplicable a la caza de antílopes ligeros.  La bala de 250 granos ofrece una alta densidad seccional que, complementada con un proyectil de construcción sólida, confiere una excelente penetración.

## Historia
Diversas fuentes señalan que el .318 Westley Richards fue introducido en 1910, aunque un catálogo de Westley Richards refiere que se utilizó en 1909 para abatir 10 elefantes, lo que indica que el cartucho puede haber sido introducido por al menos en 1908.
El .318 Westley Richards fue uno de los cartuchos de calibre medio más populares usados en África, incluso la introducción del .375 Holland & Holland no le restó popularidad.  Al igual que con muchos cartuchos metálicos británicos, el .318 Westley Richards quedó obsoleto cuando Kynoch suspendió la fabricación de munición en la década de 1960. 
Kynamco reanudó la fabricación de la gama de cartuchos Kynoch en la década de 1990, lo que significa que la munición vuelve a estar disponible comercialmente, aunque hoy en día ningún fabricante de armas de fuego fabrica rifles de fábrica en .318 Westley Richards.

## Uso
Si bien el .318 Westley Richards no fue desarrollado para la caza de animales peligrosos, este ha sido usado exitosamente para cazar todo tipo de animales africanos, incluyendo elefantes.  Es contemporáneo y balísticamente muy similar al .333 Jeffery.
En su libro African Rifles and Cartridges, John "Pondoro" Taylor escribió que el r .318 Westley Richards con proyectiles de 250 granos es "plenamente capaz de atravesar completamente el cuerpo de un elefante."
W.D.M. "Karamojo" Bell escribió que el .318 Westley Richards más fiable para tiros a ciertos ángulos, que su .275 Rigby, el cual era un "rifle" para "tiros quirúrgicos". En una ocasión, Bell usó un par de rifles .318 Westley Richards para cazar nueve elefantes con nueve tiros, escribiendo después "En mi opinión, .318, con .250 granos, lejos de ser perfecto, es casi la bala ideal del cazador africano".
James H. Sutherland, quién sobre el curso de su vida cazó entre 1,300 y 1,600 elefantes, se limitó a usar solo un .318 Westley Richards junto con un .577 Nitro Express. En una carta dirigida a Westley Richards  escribió  "En campo abierto, para elefantes y rinocerontes, donde la acercarse es difícil y los tiros largos son comunes, encuentro que  que puedo usar perfectamente el .318 utilizando naturalmente, con balas niqueladas."
Otros cazadores que usaron extensivamente el .318 Westley Richards incluyen al comandante GH Anderson, quién cazó entre 350 y 400 elefantes; y Quentin Grogan que disparó entre 250 y 300 elefantes. 